# جيفورس
جيفورس هو نوع من وحدات معالجة الرسومات (جرافيكس) التي صمتمها إنفيديا. اعتبارًا من عام 2009، كان هناك أحد عشر تكرار للتصميم. كانو أول وحدات معالجة رسومات، جيفورس منتجات منفصلة مصممة للاستخدام على الوظيفة الإضافية الرسوميات، المقصود لسوق ألعاب الكمبيوتر عالية، ثم تنوع وغطى جميع مستويات السوق. جيفورس إنفيديا وحدات معالجة الرسومات أ.إم.دي راديون هما الوحيدة المتبقية المنافسين في السوق الراقية.

## روابط خارجية
- الموقع الرسمي